# Ingrid Klimke
Ingrid Klimke (* 1. April 1968 in Münster) ist eine deutsche Dressur- und Vielseitigkeitsreiterin. Sie trägt den Titel Reitmeister.

## Privat
Ingrid Klimke ist die Tochter von Reiner Klimke. Sie hat zwei Brüder, einer hiervon ist der Dressurreiter Michael Klimke. Ingrid Klimke hat mit Andreas Busacker zwei Töchter (* 2002 und * 2010). Ihre ältere Tochter Greta Busacker bestreitet ebenso Vielseitigkeitsprüfungen und ist Teil des deutschen Nachwuchskaders 1 U21 Vielseitigkeit.

## Werdegang

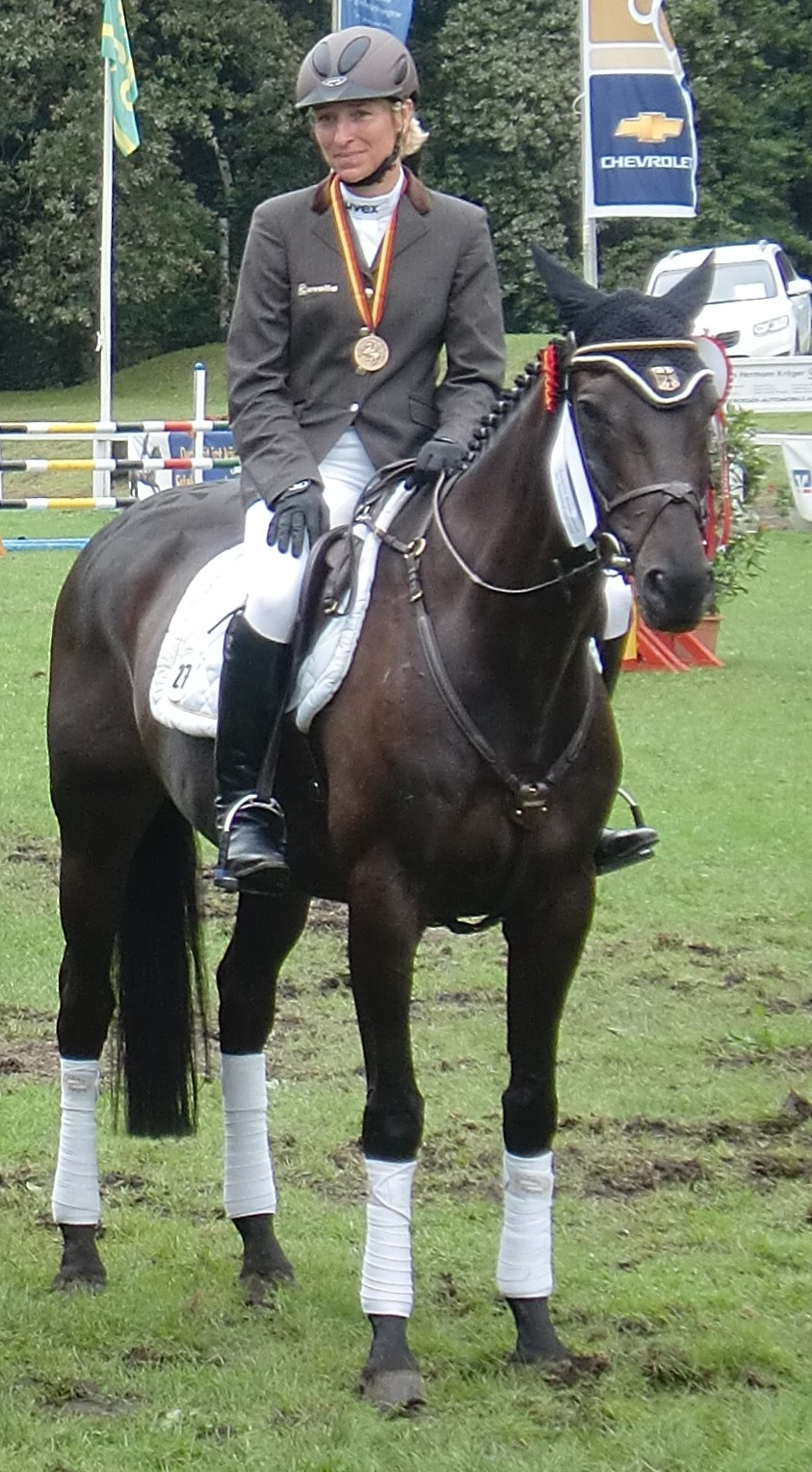
Ingrid Klimke und Butts Abraxxas bei der Meisterehrung zur Deutschen Meisterschaft der Vielseitigkeitsreiter 2010

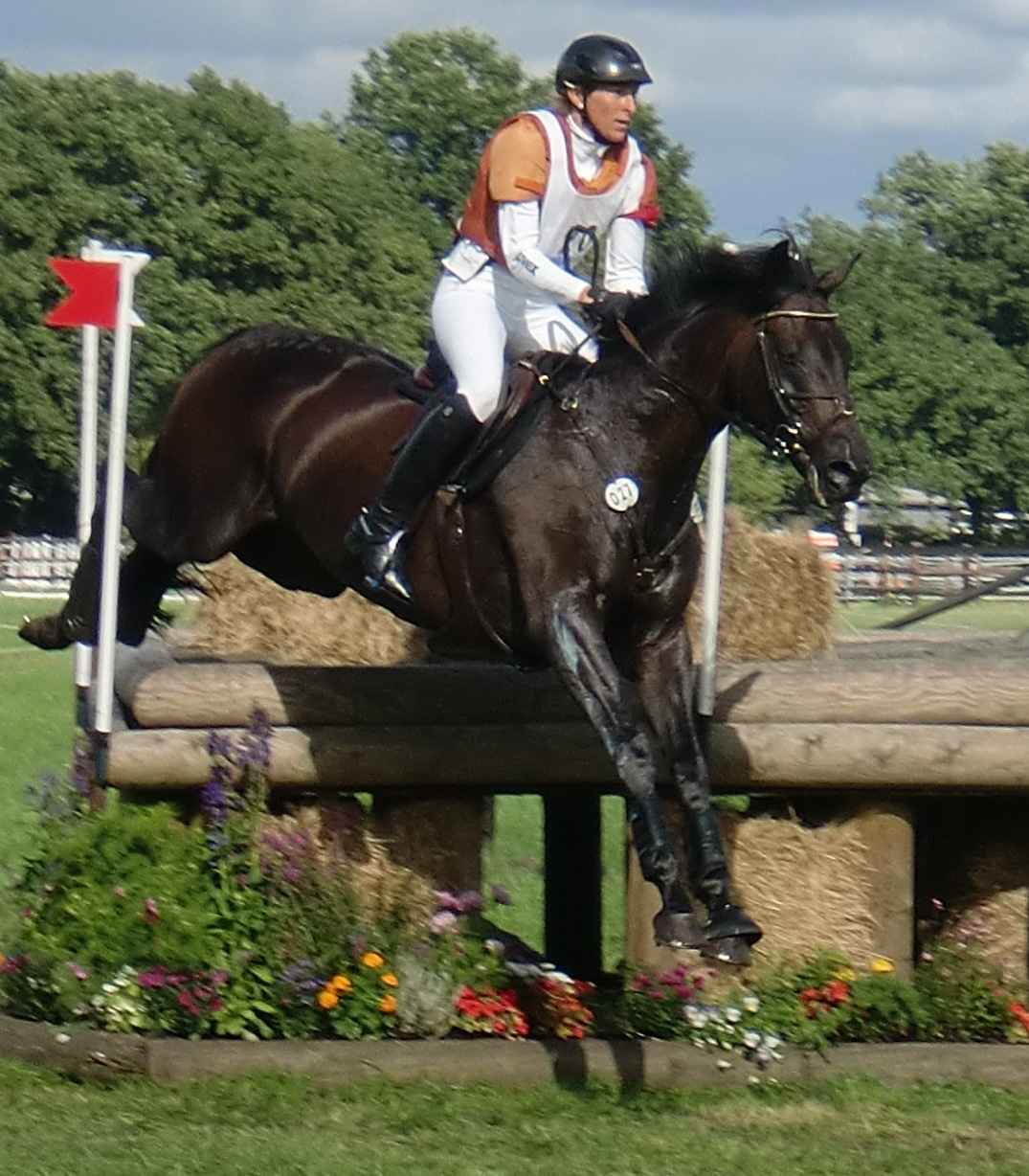
Ingrid Klimke und Butts Abraxxas

### Jugend
Über ihren Vater hatte Klimke von klein an Kontakt zu Pferden und lernte früh das Reiten. Sie gibt an, dennoch nie zu einer Karriere im Reitsport gedrängt worden zu sein. Seit ihrer Jugend reitet sie sowohl Dressur-, Spring- als auch Vielseitigkeitsprüfungen. Neben ihrem Vater war Fritz Ligges ihr Trainer, zudem wurde ihr ein Auslandsaufenthalt als „working student“ bei Ian Millar ermöglicht.

„Von allen habe ich eine konsequente Ausbildung erfahren, die ausgerichtet ist, ein intensives Vertrauensverhältnis zwischen Pferd und Reiter zu entwickeln und die Pferde niemals zu überfordern. Bei Ian Millar habe ich als Working Student alles rund um die Pflege und das Parcoursreiten mitbekommen und ich bin meinem Vater sehr dankbar, dass er mir diesen Auslandsaufenthalt ermöglicht hat.“

Nach ihrer Schulzeit machte sie eine Lehre zur Bankkauffrau. Nachfolgend begann sie ein Lehramtsstudium. In der Referendariatsphase musste sie jedoch feststellen, dass sich dies nicht mit dem Reitsport vereinbaren ließ – die Turniere beginnen zumeist bereits unter der Woche. Daraufhin beschloss sie endgültig, Reitsport und Pferdeausbildung zu ihrem Beruf zu machen.

### Sportkarriere
Ihr erstes Internationales Championat in der Altersklasse der „Reiter“ bestritt sie 1991, als sie mit Pinot bei den Europameisterschaften der Ländlichen Reiter (Vielseitigkeit) 1991 die Bronzemedaille in Einzel- und Mannschaftswertung gewann. Es folgten Erfolge bei den Deutschen Meisterschaften sowohl in der Vielseitigkeit als auch in der Dressur. Seit dem Jahr 2000 bestritt sie bisher alle Olympischen Sommerspiele.
Insbesondere mit den Pferden Sleep Late, Robinson's Concord, Windfall und FRH Butts Abraxxas konnte Ingrid Klimke zahlreiche Erfolge in nationalen und internationalen Vielseitigkeitsprüfungen erzielen.
Einen Tiefpunkt in ihrer Karriere hatte sie 1999. Nach dem Tod ihres Vaters versuchte sie, sich mit der Vorbereitung auf die Europameisterschaften abzulenken, und nahm auch an der EM teil. Hier kam es zu zwei Verweigerungen in der Geländestrecke. Bereits vor der Europameisterschaft hatte sie sich eine Sehnenentzündung am Sprunggelenk zugezogen. Diese wurde nach dem Championat operiert, es kam jedoch nachfolgend zu Komplikationen, sodass Klimke drei Monate im Krankenhaus verbleiben musste.

„Heute weiß ich, dass dies ein Fehler war. Ich habe Sleep Late überhaupt nicht unterstützen können und ihn im Gelände allein gelassen. So etwas würde ich nie mehr machen. Ich war weder mental noch physisch für eine solch schwere Prüfung gerüstet und so war die schlechte Platzierung nur logisch.“

Im Jahr 2005 erzielte Ingrid Klimke ihren bis dahin größten internationalen Einzelerfolg bei einem Championat: Bei den Europameisterschaften in Blenheim gewann sie mit Sleep Late Einzelbronze.
Am 12. August 2008 wurde Klimke in der Vielseitigkeit bei den Olympischen Reitsportwettbewerben in Hongkong zusammen mit Hinrich Romeike, Andreas Dibowski, Peter Thomsen und Frank Ostholt Olympiasieger mit der Mannschaft. Zwei Jahre zuvor war sie bereits Teil der Goldequipe bei den Weltreiterspielen 2006.
Nach den Olympischen Spielen 2008 drohte der Verkauf ihres Erfolgspferdes Butts Abraxxas. Der Haupteigner (Klimke selbst hielt einen Anteil von 20 Prozent) wollte das Pferd veräußern und verbot Klimke, Abraxxas weiterhin einzusetzen. Ihr zur Hilfe kam die ehemalige Spring- und Dressurreiterin Madeleine Winter-Schulze – sie erwarb die übrigen Anteile und stellte Klimke Butts Abraxxas weiterhin zur Verfügung.
Bei den Europameisterschaften 2011 in Luhmühlen gewann sie mit FRH Butts Abraxxas erneut eine Mannschafts-Goldmedaille. Sie selbst war auch auf Einzelmedaillenkurs, jedoch zeigte Abraxxas erneut Probleme im Springparcours. Sie kam in der Endwertung auf Rang elf und kommentierte dies mit den Worten „Sechs um – so schlecht ist er noch nie gesprungen“.
Bei den Olympischen Sommerspielen 2012 in London gewann Klimke mit Butts Abraxxas in der Vielseitigkeit die Mannschafts-Goldmedaille. Auch 2013 bei den Europameisterschaften und 2014 bei den Weltreiterspielen auf FRH Escada sowie bei den Europameisterschaften 2015 auf Horseware Hale Bob gewann sie mit der deutschen Equipe den Mannschaftstitel.
2014/15 gewann sie als erste Deutsche die Gesamtwertung der FEI Classics. Bei den Olympischen Spielen 2016 in Rio de Janeiro war sie mit Hale Bob OLD Teil der deutschen Vielseitigkeitsmannschaft, welche die Silbermedaille gewann. Am 20. August 2017 gewann sie mit der Europameisterschaft der Vielseitigkeitsreiter in Strzegom ihren ersten großen internationalen Einzeltitel.
Obwohl es 2018 bei den Weltreiterspielen im amerikanischen Tryon für den Großteil der deutschen Vielseitigkeitsmannschaft weniger erfolgreich lief, konnte sich Klimke mit Hale Bob OLD bis zum Finaltag mit nur 23,30 Minuspunkten an der Spitze behaupten. Lediglich ein Abwurf in der Teilprüfung Springen führte zu einem Rückfall auf Platz 3.
Seit Dezember 2019 befindet Ingrid Klimke sich sowohl mit SAP Asha P und SAP Hale Bob OLD im Olympiakader Vielseitigkeit, als auch mit Franziskus im Olympiakader der Disziplin Dressur. Damit gehört sie erstmals gleichzeitig den Championatskadern in beiden Disziplinen an. Zudem rangiert Klimke im Februar 2021 auf der Weltrangliste der Vielseitigkeitsreiter auf Platz 19, auf der nationalen Rangliste der Vielseitigkeitsreiter auf Platz 2 sowie bei den Dressurreitern mit ihrem Kaderpferd Franziskus auf Rang 36.

### Ausbilderin
Neben dem „großen Sport“ widmet sie sich der Ausbildung von Nachwuchspferden, mit denen sie erfolgreich am Bundeschampionat und am Nürnberger Burgpokal teilnimmt. Ein Beispiel hierfür ist Damon Hill NRW, der später hoch erfolgreich von ihrer ehemaligen Schülerin Helen Langehanenberg geritten wurde.
Zudem war sie mehrere Jahre Stützpunkttrainerin für die westfälischen Nachwuchsdressurreiter, war als Ausbilderin bei Meisterlehrgängen an der Westfälischen Reit- und Fahrschule tätig. Sie ist Vorstandsmitglied im Deutschen Reiter- und Fahrerverband und des Westfälischen Pferdemuseums. Ingrid Klimke gibt zahlreiche Lehrgänge im In- und Ausland und ist Referentin bei Seminaren.
Sie legt viel Wert darauf, ihre Pferde gemäß der klassischen Reitlehre auszubilden und ein gutes Vertrauensverhältnis zu ihnen aufzubauen. Sie ist Mitglied in dem Verein Xenophon e. V. – Gesellschaft für Erhalt und Förderung der klassischen Reitkultur.

## Auszeichnungen
Klimke wurde vom Sportbund der Stadt Münster beim Ball des Sports 1999 sowie in der Folge der Jahre 2004 bis 2008 als Sportlerin des Jahres ausgezeichnet.
Klimke, die heute Pferdewirtschaftsmeisterin ist, wurde Anfang 2012 beim großen Reitturnier in ihrer Heimatstadt Münster als zweiter Frau überhaupt der Titel Reitmeister verliehen. Dieser wird für langjährige herausragende Ergebnisse als Ausbilder von Spitzenreitern und -pferden sowie nachahmenswertes Engagement für den Reitsport verliehen.
Im November 2012 wurde ihr zusammen mit 163 weiteren Sportlern das Silberne Lorbeerblatt verliehen.
2016 erhielt sie den Verdienstorden des Landes Nordrhein-Westfalen.

## Größte Erfolge

### Vielseitigkeitsreiten
Olympische Spiele

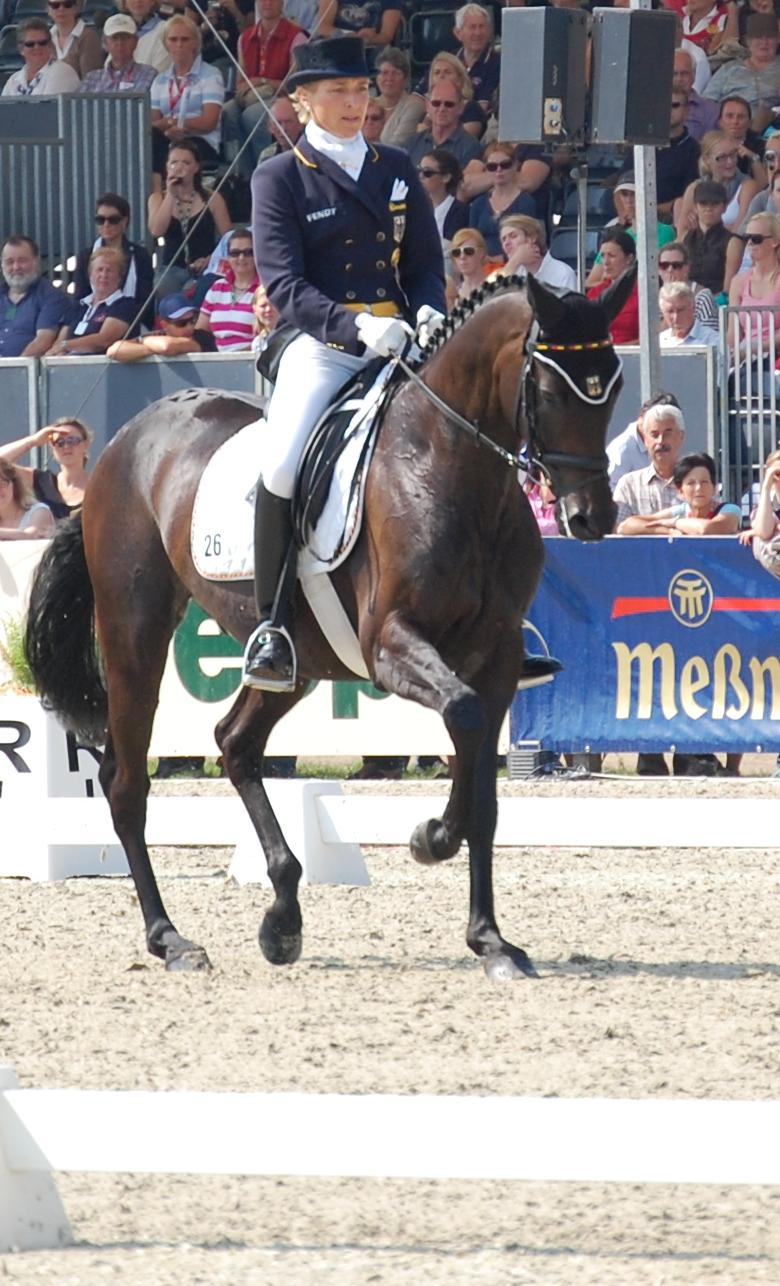
Ingrid Klimke und FRH Butts Abraxxas bei der Europameisterschaft der Vielseitigkeitsreiter 2011 (Teilprüfung Dressur)

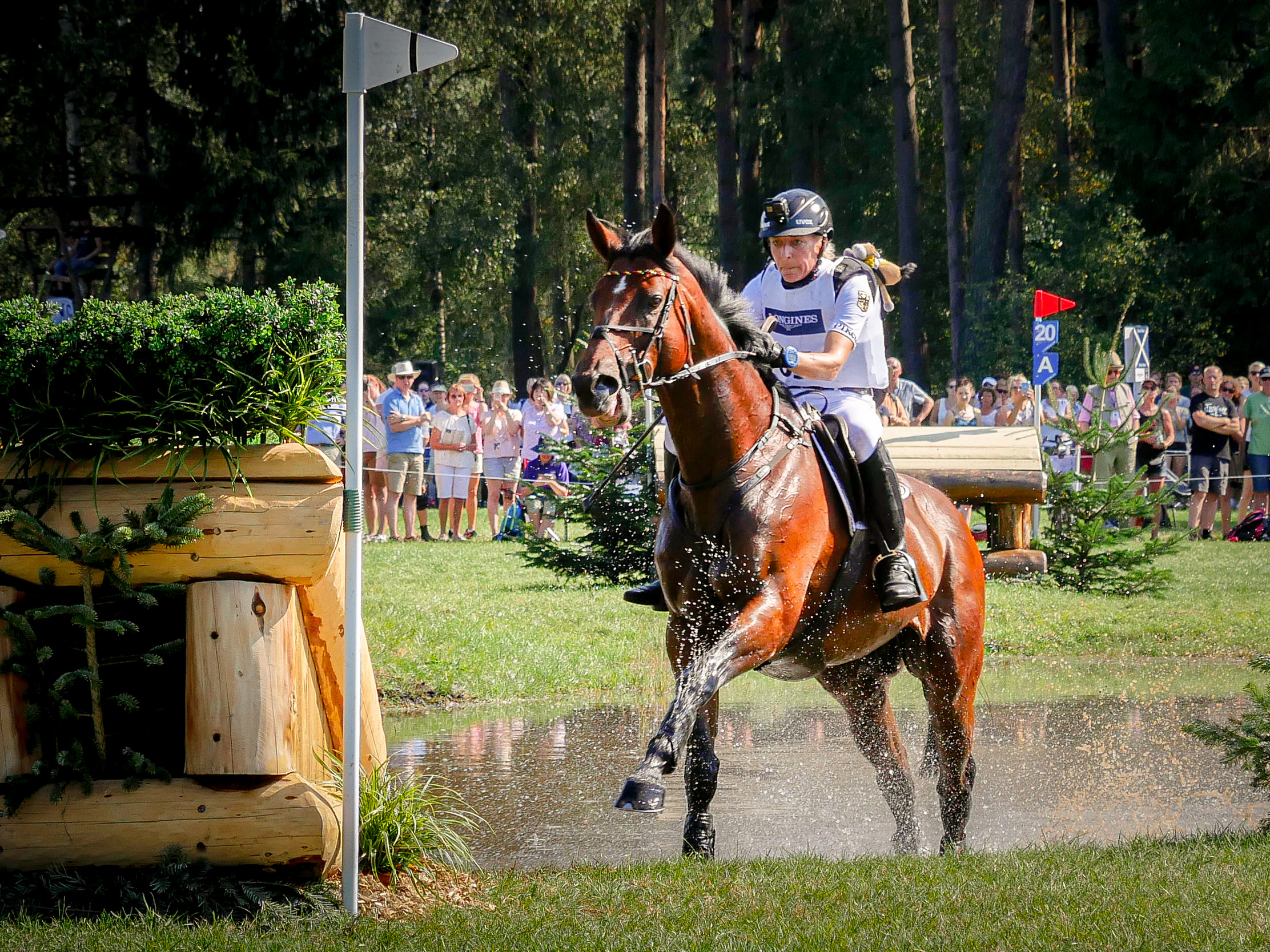
Ingrid Klimke, SAP Hale Bob OLD, Europameisterschaft 2019 (Teilprüfung Gelände)

- 2000, Sydney: mit Sleep Late 4. Platz mit der Mannschaft (Teilnehmer der Teamwertung zählten nicht für die Einzelwertung)
- 2004, Athen: mit Sleep Late 4. Platz mit der Mannschaft, in der Einzelwertung ohne Wertung
- 2008, Hongkong: mit FRH Butts Abraxxas Gold mit der Mannschaft, 5. Platz in der Einzelwertung
- 2012, London: mit FRH Butts Abraxxas Gold mit der Mannschaft, 25. Platz in der Einzelwertung
- 2016, Rio de Janeiro: mit Hale Bob OLD Silber mit der Mannschaft, 14. Platz in der Einzelwertung

Weltreiterspiele
- 2006, Aachen: mit FRH Butts Abraxxas Gold mit der Mannschaft und 34. Platz in der Einzelwertung
- 2010, Lexington KY: mit FRH Butts Abraxxas 5. Platz mit der Mannschaft und 13. Platz in der Einzelwertung
- 2014, Normandie: mit FRH Escada Gold mit der Mannschaft und 14. Platz in der Einzelwertung
- 2018, Tryon: mit Hale Bob OLD 5. Platz mit der Mannschaft und Bronze in der Einzelwertung

Europameisterschaften
- 1999, Luhmühlen: mit Sleep Late 39. Platz in der Einzelwertung
- 2005, Blenheim: mit Sleep Late 12. Platz in der Mannschaftswertung, Bronze in der Einzelwertung
- 2007, Pratoni del Vivaro: mit FRH Butts Abraxxas 7. Platz in der Mannschaftswertung und 10. Platz in der Einzelwertung
- 2009, Fontainebleau: mit FRH Butts Abraxxas 8. Platz in der Mannschaftswertung, in der Einzelwertung ausgeschieden
- 2011, Luhmühlen: mit FRH Butts Abraxxas Gold in der Mannschaftswertung und 11. Platz in der Einzelwertung
- 2013, Malmö: mit FRH Escada Gold in der Mannschaftswertung und Silber in der Einzelwertung
- 2015, Blair Castle: mit Hale Bob Gold in der Mannschaftswertung und 5. Platz in der Einzelwertung
- 2017, Strzegom: mit Hale Bob OLD Gold in der Einzelwertung
- 2019, Luhmühlen: mit Hale Bob OLD Gold in der Mannschafts- und Einzelwertung

Deutsche Meisterschaften
- Vielseitigkeit:
  - Gold: 1999 und 2000 mit Sleep Late, 2001 mit Robinson's Concord, 2009 mit FRH Butts Abraxxas, 2020 mit Asha P
  - Silber: 2012 mit Tabasco; 2013, 2015, 2016 und 2018 mit Hale Bob; 2019 mit Asha P
  - Bronze: 1993 mit Grand Prix, 2004 mit Robinson's Concord, 2010 mit FRH Butts Abraxxas
  - 4. Platz: 2017 mit Hale Bob
  - 5. Platz: 1992 mit Grand Prix
  - 1. Platz: 2020 mit Asha P, Luhmühlen[16]
- Dressur:
  - 4. Platz: 2013 (GP Kür) mit Dresden Mann, 2020 (GP Kür) mit Franziskus
  - 5. Platz: 2001 (Damen) mit Nector van het Carelshof, 2013 (GP Spécial) mit Dresden Mann

CCI 5*-Prüfungen (bis 2018 CCI 4*)
- 2. Platz CCI4* Badminton 2006 mit Sleep Late
- 2. Platz CCI4* Luhmühlen 2010 mit FRH Butts Abraxxas
- 1. Platz CCI4* Pau 2014 mit Hale Bob
- 2. Platz CCI4* Badminton 2015 mit Hale Bob
- 1. Platz CCI4* Luhmühlen 2015 mit FRH Escada
- 1. Platz CCI4*-S Oudkarspel 2022 mit SAP Hale Bob[17]
- 2. Platz CCI4*-S Oudkarspel 2022 mit EQUISTROs[18]

weitere
- 1. Platz Weltmeisterschaft der 7-jährigen Vielseitigkeitspferde 1998 mit Sleep Late[19][20]
- 7. Platz Weltcupfinale Dressur 2002 mit Nector van het Carelshof[21]
- 1. Platz Weltmeisterschaft der 6-jährigen Dressurpferde 2006 mit Damon Hill
- 1. Platz Westfälische Meisterschaft Vielseitigkeit 2016 mit Weisse Düne
- 1. Platz Weltmeisterschaft der 7-jährigen Vielseitigkeitspferde 2016 mit Weisse Düne[22]
- 1. Platz Westfälische Meisterschaft Dressur 2017 mit Franziskus FRH[23]
- 1. Platz Weltmeisterschaft der 7-jährigen Vielseitigkeitspferde 2018 mit Asha P[24]
- 1. Platz Weltmeisterschaft der 6-jährigen Vielseitigkeitspferde 2020 mit Cascamara[25]

### Dressurreiten
Weltmeisterschaften
- 2022, Herning: mit Franziskus FRH Bronze in der Mannschaftswertung

Beste Ergebnisse bei international ausgeschriebenen Prüfungen
Grand Prix de Dressage:
- 2009: 65,745 % (14. Platz beim CHIO Aachen mit Damon Hill NRW)
- 2012: 68,319 % (7. Platz beim CDI 4* Wiesbaden mit Liostro)
- 2013: 70,468 % (6. Platz beim CDI 4* Wiesbaden mit Dresden Mann)
- 2015: 73,840 % (2. Platz beim CDI 4* Wiesbaden mit Dresden Mann)
- 2017: 72,520 % (2. Platz beim CDI 4* München mit SAP Geraldine)
- 2018: 72,587 % (3. Platz beim CDI 4* Wiesbaden mit Franziskus FRH)
- 2019: 75,413 % (2. Platz beim CDI 4* Stuttgart mit Franziskus FRH)
- 2020: 75,218 % (1. Platz beim CDI4* Dortmund mit Franziskus FRH)

Grand Prix Spécial:
- 2012: 69,600 % (4. Platz beim CDI 4* Wiesbaden mit Liostro)
- 2013: 70,646 % (4. Platz beim CDI 3* Bremen mit Liostro)
- 2015: 73,667 % (4. Platz beim CDI 4* Wiesbaden mit Dresden Mann)
- 2017: 69,823 % (5. Platz beim CDI 4* München mit SAP Geraldine)
- 2019: 76,218 % (2. Platz beim CDI 5* Frankfurt mit Franziskus FRH)
- 2020: —

Grand Prix Kür:
- 2009: 68,000 % (9. Platz beim CHIO Aachen mit Damon Hill NRW)
- 2013: 73,875 % (3. Platz beim CDI 4* Wiesbaden mit Dresden Mann)
- 2015: 79,350 % (2. Platz beim CDI 4* Hagen mit Dresden Mann)
- 2017: 75,800 % (1. Platz beim CDI 4* München mit Franziskus FRH)
- 2018: 78,390 % (2. Platz beim CHIO Aachen mit Franziskus FRH)
- 2019: 80,680 % (1. Platz beim CDI 4* Wiesbaden mit Franziskus FRH)
- 2020: —

## Pferde
aktuelle Turnierpferde

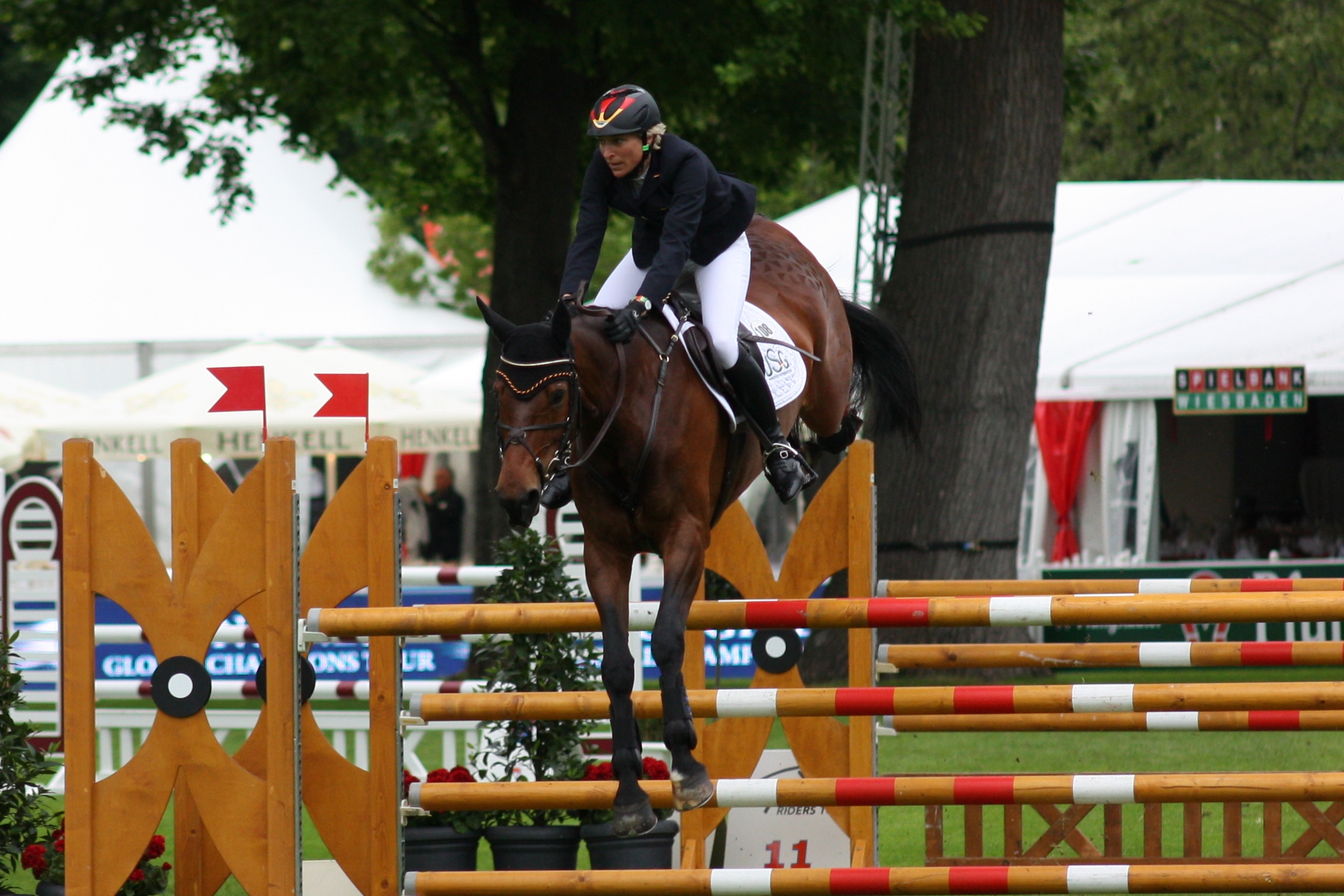
Ingrid Klimke mit FRH Escada im Springparcours des CIC3* Wiesbaden 2013

- EQUISTROs Siena just do it (* 2012), Westfale braune Stute, Vater: Semper Fi, Muttervater: Weltrat[26]
- SAP Freudentänzer (* 2013), Westfale dunkelbrauner Hengst, Vater: Franziskus FRH, Muttervater: Rubinstein I
- LaCala W (* 2017),  braune Trakehner Stute, Vater: Asago xx, Muttervater: Herzkristall
- First Class (* 2012), dunkelbraune Hannoveraner Stute, Vater: Fürstenball OLD, Muttervater: Bergamon
- Candy 851 (* 2018), braune Hannoveraner Stute, Vater: Carridam, Muttervater: Escudo I
- Vayron NRW (* 2011), Westfale brauner Hengst, Vater: Vitalis, Muttervater: Gloster[27], bis 2022 unter Daniel Bachmann Andersen, vorher von Helen Langehanenberg geritten
- Diafys OLD (* 2016), schwarzbrauner Oldenburger Wallach, Vater: DeLorean 2, Muttervater: D-Day
- Oneofakind OM 1430 (* 2018), SWB-Rapphengst, Vater: Total Hope OLD, Muttervater: Blue Hors Zack
- Kallista 4 (* 2016), SBS-Fuchsstute, Vater: Chatman, Muttervater: Laveron xx
- Quiberon de Salidou (* 2021), Hannoveraner Fuchswallach, Vater: Quabri de L’Isle, Muttervater: Casall

ehemalige Turnierpferde
- Grand Prix (* 1981; † 2004), brauner Trakehner Hengst, Vater: Swazi xx, Muttervater: Schwalbenflug[28][29]
- Robinson's Concord (* 1990; † 2014), dunkelbrauner Holsteiner Wallach, Vater: Chromatic xx, Muttervater: Thuswin[30][31]
- Sleep Late xx (* 1991; † 2012), Britisches Sportpferd Schimmelwallach, Vater: Kuwait Beach xx, Muttervater: Evening Trial xx, 2007 aus dem Sport verabschiedet
- Windfall (* 1992), dunkelbrauner Trakehner Hengst, Vater: Habicht, Muttervater: Madruzzo, später Olympiapferd von Darren Chiacchia[32][33], im Mai 2015 aus dem Sport verabschiedet
- Nector van het Carelshof (* 1990; † 2012), brauner BWP-Wallach, Vater: Randel Z, Muttervater: Lombard, ab 2003 von Fiona Bigwood geritten, wurde im Dezember 2012 aus dem Sport verabschiedet[34][35][36]
- FRH Butts Abraxxas (* 1997; † 2022), schwarzbrauner Hannoveraner Wallach, Vater: Heraldik xx, Muttervater: Kronenkranich xx, wurde im Juni 2014 aus dem Spitzensport verabschiedet[37][38]
- Damon Hill NRW (* 2000; † 2024), Westfale Dunkelfuchs-Hengst, Vater: Donnerhall, Muttervater: Rubinstein I, von 2010 bis 2014 von Helen Langehanenberg geritten, seit 2015 von Jil-Marielle Becks geritten, zuletzt im Mai 2015 im Sport eingesetzt
- Dresden Mann (* 2004), Westfale brauner Wallach, Vater: Dresemann, Muttervater: Florestan I; Dressurpferd, Ende 2015 aus gesundheitlichen Gründen aus dem Sport verabschiedet[39][40]
- SAP Escada FRH (* 2004), braune Hannoveraner Stute, Vater: Embassy I, Muttervater: Lehnsherr, bis 2011 von Andreas Brandt geritten, verletzungsbedingt im Juni 2017 aus dem Spitzensport verabschiedet[41][42][43]
- SAP Geraldine (* 2008; † 2018), Rheinländer Fuchsstute, Vater: Fürst Grandios, Muttervater: Tolstoi, die Dressurnachwuchshoffnung von Ingrid Klimke starb 2018 aufgrund einer chronischen Hufrehe Entzündung[44][45]
- Parmenides (* 2004), Trakehner Rappwallach, Vater: Sir Chamberlain, Muttervater: Habicht, 2019 aus dem Sport verabschiedet[46][47]
- Soma Bay 2 (* 2011), Westfale braune Stute, Vater: Vitalis, Muttervater: Real Diamond
- Felize (* 2013), schwarze Hannoveraner Stute, Vater: Foundation, Muttervater: Sandro Hit, seit 2021 in der Zucht
- SAP Hale Bob OLD (* 2004), brauner Oldenburger Wallach, Vater: Helikon xx, Muttervater: Noble Champion[48], 2022 verletzungsbedingt aus dem Sport verabschiedet, beim CHIO Aachen 2023 offiziell aus dem Sport verabschiedet[49]
- Weisse Düne (* 2009), früherer Name Bryonia Alba, Holsteiner Schimmelstute, Vater: Clarimo, Muttervater: Romino; Züchter: Hanno Köhncke, zunächst von Marina Köhncke geritten[22][50], seit Frühjahr 2024 in der Zucht
- Herbstwind (* 2018), brauner Trakehner Wallach, Vater: Kros, Muttervater: Heops, ab Ende Mai 2023 von Konstantin Harting geritten
- Praise Him (* 2017), brauer Trakehner Wallach, Vater: Shapiro 15, Muttervater: Goldschmidt
- Seacookie TSF (* 1999; † 2024), brauner Trakehner Wallach, Vater: Helikon xx, Muttervater: Onassis, 2015 aus dem Spitzensport verabschiedet
- SAP Asha P (* 2011), braune DSP-Stute, Vater: Askari, Muttervater: Heraldik xx[51][52], beginnt 2024 aus gesundheitlichen Gründen ihre Karriere als Zuchtstute
- Van Hera P (* 2014), braune Hannoveraner Stute, Vater: Verdi, Muttervater: Heraldik xx
- Sir Girovanni T (* 2015), DSP-Dunkelfuchs-Wallach, Vater: Sir Donnerhall I, Muttervater: Don Giovanni, zuletzt im Juli 2023 im Sport eingesetzt
- EQUITANAs Firlefranz (* 2013), Westfale Fuchswallach, Vater: Franziskus FRH, Muttervater: Rapallo, im November 2024 an eine Reiterin in die USA verkauft[53]
- Franziskus FRH (* 2008), dunkelbrauner Hannoveraner Hengst, Vater: Fidertanz, Muttervater: Alabaster[54], im Dezember 2024 aus dem Sport verabschiedet[55]
- Right Forever (* 2016), Westfale brauner Wallach, Vater: Rock Forever I, Muttervater: Brentano, im März 2025 an Angelina Spix verkauft[56]
- Cascamara NRW (* 2014), Westfale braune Stute, Vater: Cascadello II, Muttervater: Templer GL xx[57], im Juli 2025 an eine Reiterin in England verkauft[58]

## Werke

### Bücher
- Ingrid Klimke, Cavaletti – Aufbauten und Abmessungen, Franckh-Kosmos, Stuttgart, 2021, ISBN 978-3-440-17015-1
- Ingrid Klimke, Reite zu Deiner Freude, Franckh-Kosmos, Stuttgart, 2016, ISBN 978-3-440-14873-0
- Ingrid und Reiner Klimke, Cavaletti Dressur und Springen, Franckh-Kosmos, Stuttgart, 2014, ISBN 978-3-440-15462-5
- Ingrid und Reiner Klimke, Grundausbildung des jungen Reitpferdes, Franckh-Kosmos, Stuttgart, 2019, ISBN 978-3-440-15462-5

### DVDs
- Ingrid Klimke – Grundausbildung für Reitpferde 1-3 (DVD-Set)
- Ingrid Klimke – Ausbildung für Dressurpferde 1